# Groupe Up
Up est une société coopérative et participative (SCOP) ayant son siège à Gennevilliers. Elle conçoit et commercialise des produits et services qui facilitent l’accès à l’alimentation, la culture, les loisirs, l’éducation, l’aide à domicile, l’aide sociale, mais aussi accompagne les entreprises dans la gestion de leurs frais professionnels ou dans l’animation de dispositifs de stimulation et de fidélité.

## Histoire du groupe
En 1964, Georges Rino est à l'origine de la création de la société coopérative de consommation « Chèque-coopératif pour la restauration (CCR) ». La société change par la suite plusieurs fois de nom : « Le Chèque Déjeuner » en 1976, « Groupe Chèque Déjeuner » en 1995 puis « groupe Up » depuis le 13 janvier 2015. À partir de 1964, la société émet ses premiers chèques sous le nom de « Chèque Postal Restaurant » qui devient en 1972 le « Chèque Déjeuner » et investit dans d'autres domaines au fil des années.
En 1972, la société coopérative de consommation se transforme en société coopérative de production, ou Scop, dont les 24 salariés sont les actionnaires.
En 2011, la société acquiert Arcan Systems, éditeur de logiciel de coordination des soins à domicile.
En 2014, Catherine Coupet est nommée présidente-directrice générale du groupe Chèque Déjeuner et succède ainsi à Jacques Landriot.
L'année suivante, le Groupe Chèque Déjeuner devient le groupe Up. Le groupe Up rachète l'entreprise ABC Engineering. Dans la même année, la start-up belge Monizze est aussi rachetée par le groupe,.
En 2019, Youssef Achour devient Président-directeur général du groupe Up.
En décembre 2019, avec trois autres entreprises du secteur, Up est condamnée par l'Autorité de la concurrence française à une amende de 45 millions d'euros, à cause d'un fonctionnement de cartel, comprenant l'échange d'informations confidentielles et un verrouillage du marché du titre-restaurant,.
En 2022, le conseil d’administration de la coopérative valide la dissociation des pouvoirs entre le président et le directeur général. Youssef Achour devient président de la coopérative et Julien Anglade, Directeur Général.  

## Informations économiques
En 2018, le groupe Up emploie 3 593 salariés dans le monde, a réalisé un volume d'émission de 7,7 milliards d'euros et ses services sont utilisés par 28,9 millions de bénéficiaires et 1,1 million de clients.